# Plus boni mores valent quam bonae leges
Plus boni mores valent quam bonae leges  лат.(изговор: плус бони морес валент квам боне легес) Више вриједе добри обичаји него добри закони. (Тацит)

## Поријекло изреке
Ово је изговорио  Тацит  (лат. Publius или Gaius Cornellus Tacitus), римски говорник,  правник и сенатор и један од највећих античких  историчара на прелазу из првог у други вијек нове ере
.

## Тумачење
Више вреде добри обичаји него добри закони! 
Обичаји, односно обичајне норме се, за разлику од законских  норми,  и без санкција ријетко крше. Настали су дугим и непрекидним низом понављања понашања  примјереног императиву праксе елементарног живота. Зато је вриједније имати добре обичаје него законе!